# Akira Endō
Akira Endō (遠藤 章, Endō Akira), né le 14 novembre 1933 et mort le 5 juin 2024, est un biochimiste et microbiologiste japonais, célèbre pour sa découverte des statines qui lui vaut le prix Albert-Lasker en 2008.

## Biographie
Né dans un milieu paysan de la partie septentrionale du Japon, Akira Endō fait des études d'agronomie à l'université du Tōhoku où il obtient son BA en 1957 et sa thèse en biochimie en 1966. De 1957 à 1978, il travaille comme chercheur dans la compagnie chimique Sankyo Co.. Ses recherches portent alors sur les enzymes fongiques dans l'élaboration des jus de fruits. Il fait durant cette période un post-doc au Albert Einstein College of Medicine de 1966 à 1968 sur le métabolisme du cholestérol.
Il devient ensuite professeur associé (1979) puis professeur (1986) de l'Université d'agriculture et de technologie de Tokyo jusqu'en 1997 où il prit sa retraite. En 2008, il reçoit le prestigieux prix Albert-Lasker pour ses travaux.
Il meurt le 5 juin 2024.

## Apports scientifiques
Durant les années 1970, il travaille sur les métabolites fongiques et leurs influences sur la synthèse du cholestérol. Il fait l'hypothèse que les champignons synthétisent des composés chimiques pour se défendre contre les organismes parasites en inhibant leur synthèse de cholestérol aboutissant à leur impossibilité de produire des ergostérols, un composant des membranes cellulaires. Il s'attache alors à trouver ces composés chimiques et effectue un screen de 6 000 d'entre eux produits par Penicillium citrinum : trois composés montrèrent un effet, l'un d'entre eux, la mevastatin (ML-236B), devenant le premier membre identifié de cette nouvelle classe de composés pharmaceutiques appelés statines. En 1980, il montre que les statines sont capables de faire baisser le niveau de LDL circulant, le « mauvais cholestérol », dans le sang des patients.
Il collabore ensuite avec la compagnie pharmaceutique américaine Merck pour produire cette nouvelle classe de médicaments efficaces pour la prévention des maladies coronariennes, ce qui aboutit au brevet de la première statine thérapeutique en 1987 : la lovastatin ou Mevacor.

## Prix et distinctions
- 1966 : Young Investigator Award en chimie agricole (Japon)
- 1987 : Prix Heinrich Wieland (Allemagne de l'ouest)
- 1988 : Toray Science and Technology Prize (Japon)
- 2000 : Prix de la Fondation Warren Alpert (Harvard Medical School)
- 2002 : Prix japonais
- 2008 : Prix Albert-Lasker pour la recherche médicale clinique[1],[2]